# Gonzalagunia pachystachya
Gonzalagunia pachystachya är en måreväxtart som beskrevs av Paul Carpenter Standley. Gonzalagunia pachystachya ingår i släktet Gonzalagunia och familjen måreväxter. Inga underarter finns listade i Catalogue of Life.